# پل سنگی (محله)
پل‌سنگی یکی از محله‌های تاریخی و دیرینه ساخت در محدوده ششگلان و در شهر تبریز است که در منطقه شمال خاوری قدیم شهر و اکنون در مرکز کلانشهر تبریز واقع شده است. دلیل شهرت این محله به این نام، وجود پلی تاریخی به‌نام پل سنگی در این مکان است. این کوی از سوی شمال با سیلاب قوشخانه، از سوی جنوب با کوی خیابان، از سوی خاور با بیلانکوه و کلانترکوچه و از سوی باختر با تپلی باغ همسایه است. هم‌اکنون پل‌سنگی از راه خیابان علامه طباطبایی از سوی خاور به چهارراه آبرسان و از سوی باختر به خیابان شهید بهشتی مرتبط است و بسیاری از خانه‌های دیرپا و بناهای تاریخی آن به دلیل ساخت خیابان‌های نوپا از بین رفته‌اند. منطقه و باشکده پل‌سنگی محل پیوستن و ریزش آب هماره خروشان رودخانه اسبه ریز به بستر رودخانه میدان چایی مهرانه رود است. بودن پل سنگی پرپهنا و دراز و بلند در این محدوده قدمت دار شهر تبریز سبب شده این منطقه به یکی از زیباترین نقاط شهر تبریز تبدیل شود، محل قرار گرفتن پل سنگی بر روی بستر چایکنار پهن‌ترین نقطه میدان چایی است.